# Wales Challenge
De Wales Challenge is een golftoernooi van de Europese Challenge Tour. Het wordt in Wales gespeeld op wisselende golfbanen.
In 2008 eindigde het toernooi in een play-off tussen Joel Sjöholm en Michael McGeady. McGeady behaalde zijn eerste overwinning op de Challenge Tour door een par te maken op de tweede extra hole.

In 2009 won Rhys Davies door James Morrison in een sudden-death play-off te verslaan. Het was ook zijn eerste overwinning op de Tour. 
Voor Oscar Florén was het in 2010 ook de eerste tour-overwinning, inclusief een baanrecord van 65.
| Jaar                       | Baan                                      | Winnaar                   |
| Ryder Cup Wales Challenge  | Ryder Cup Wales Challenge                 | Ryder Cup Wales Challenge |
| -------------------------- | ----------------------------------------- | ------------------------- |
| 2003                       | DeVere Northop Country Park Golf Club     | Craig Williams            |
| 2004                       | Vale Hotel Golf and Spa Resort in Cardiff | Graeme Storm              |
| FIRST PLUS Wales Challenge |                                           |                           |
| 2005                       | Vale Hotel Golf and Spa Resort in Cardiff | Olivier David             |
| Ryder Cup Wales Challenge  |                                           |                           |
| 2006                       | Nefyn Golf Club                           | Sion E. Bebb              |
| FIRST PLUS Wales Challenge |                                           |                           |
| 2007                       | Vale Hotel Golf and Spa Resort in Cardiff | Colm Moriarty             |
| SWALEC Wales Challenge     |                                           |                           |
| 2008                       | Vale Hotel Golf and Spa Resort in Cardiff | Michael McGeady           |
| 2009                       | Vale Hotel Golf and Spa Resort in Cardiff | Rhys Davies               |
| 2010                       | Vale Hotel Golf and Spa Resort in Cardiff | Oscar Florén              |